# Cephalotes integerrimus
Cephalotes integerrimus é uma espécie de inseto do gênero Cephalotes, pertencente à família Formicidae.